# 미마사카카와이역
미마사카카와이역(일본어: 美作河井駅)은 일본 오카야마현 쓰야마시에 위치한 서일본 여객철도 인비 선의 철도역이다. 단선 승강장 1면 1선의 구조를 갖춘 지상역이다.

## 이용 현황
| 승차 인원 추이 | 승차 인원 추이 |
| 연도           | 1일 평균       |
| -------------- | -------------- |
| 1999           | 32             |
| 2000           | 30             |
| 2001           | 32             |
| 2002           | 34             |
| 2003           | 29             |
| 2004           | 29             |
| 2005           | 25             |
| 2006           | 20             |
| 2007           | 21             |
| 2008           | 17             |
| 2009           | 22             |
| 2010           | 21             |
| 2011           | 22             |
| 2012           | 15             |
| 2013           | 11             |
| 2014           | 13             |

## 역 주변
- 오카야마 현도 208호 미마사카카와이테이류조 선

## 역사
- 1931년 9월 12일 : 인비미나미 선 미마사카카모 - 당 역간 연장에 의해 개업. 당초는 종착역이었음.
- 1932년 7월 1일 : 당 역 - 지즈 역 간이 개통해, 도중역으로 전환.
- 1987년 4월 1일 : 일본국유철도 분할 민영화에 의해, 서일본 여객철도가 승계.
- 1999년 11월 29일 : 무인화.

## 인접 역
| 서일본 여객철도 인비 선 | 서일본 여객철도 인비 선 | 서일본 여객철도 인비 선 |
| ----------------------- | ----------------------- | ----------------------- |
| 나기 돗토리 방면        | ■ 인비 선               | 지와 히가시쓰야마 방면  |